# Raul Chadschimba

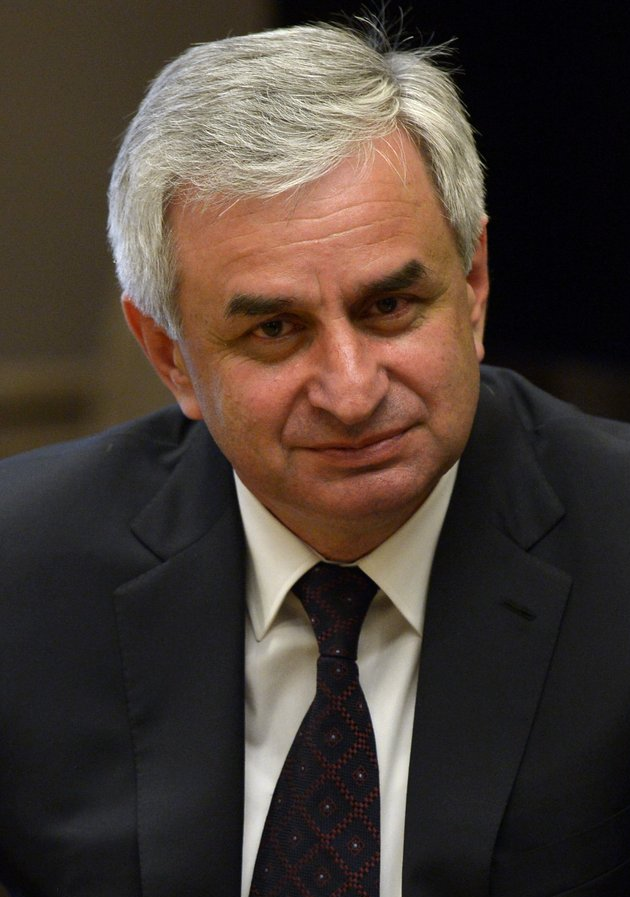
Raul Chadschimba

Raul Chadschimba (abchasisch Рауль Џьумка-иҧа Ҳаџьымба/Raul Dschumkka-ipa Hadschymba; russisch Рауль Джумкович Хаджимба/Raul Dschumkowitsch Chadschimba; georgisch რაულ ხაჯიმბა; * 21. März 1958 in Tqwartscheli, Abchasische ASSR, Georgische SSR, Sowjetunion) ist ein abchasischer Politiker. Von 2003 bis 2004 war er Premierminister sowie von 2005 bis 2009 Vizepräsident der umstrittenen Republik Abchasien im Kaukasus, von 2014 bis 2020 war er Präsident der kleinen Republik.

## Leben
Chadschimba besuchte bis 1975 die Schule in Tkwartscheli. Danach arbeitete er als Schlosser im örtlichen Kraftwerk. Von 1976 bis 1978 leistete er seinen Wehrdienst in der Sowjetarmee ab. Danach arbeitete er in seinem erlernten Beruf im Kurhaus „Gumista“ bei Sochumi. 1984 schloss er ein Studium der Rechtswissenschaften an der Abchasischen Staatlichen Universität ab. Danach war er kurze Zeit in der Rechtsabteilung eines abchasischen Chemiebetriebs tätig. In den folgenden Jahren absolvierte er eine Ausbildung an der Minsker KGB-Schule für Akademiker und war danach bis 1992 Mitarbeiter der örtlichen KGB-Filiale seiner Heimatstadt Tkwartscheli.
Während des bewaffneten Konflikts um Abchasien in den Jahren 1992 bis 1993 war er auf der Seite der nach Unabhängigkeit strebenden Abchasen in der militärischen Aufklärung tätig. Nach Kriegsende arbeitete er im neu gebildeten abchasischen Staatssicherheitsdienst und von 1996 bis 1999 in leitender Funktion in der abchasischen Zollbehörde. Chadschimba war von 1999 bis 2001 Chef des abchasischen Staatssicherheitsdienstes.

### Politische Karriere
Von 2001 bis 2002 war er Stellvertretender Premierminister, von 2002 bis 2003 Verteidigungsminister Abchasiens. Am 22. April 2003 wurde er zum Premierminister ernannt, agierte als De-facto-Staatsoberhaupt, weil Präsident Wladislaw Ardsinba ernsthaft erkrankt war und seit 2002 nicht mehr in der Öffentlichkeit auftrat. Im Sommer 2004 trat er als Premierminister zurück, um als Kandidat bei den abchasischen Präsidentschaftswahlen anzutreten.
Am 3. Oktober unterlag er bei den abchasischen Präsidentschaftswahlen dem Oppositionskandidaten Sergei Bagapsch trotz Unterstützung durch seinen Amtsvorgänger Ardsinba und Russlands Präsidenten Wladimir Putin, der ihn in seiner Sommerresidenz in Sotschi am 30. August empfangen hatte. Die Wahl wurde wegen Fälschungsvorwürfen am 12. Januar 2005 wiederholt. Dabei traten Bagapsch und Chadschimba gemeinsam an. Gemäß einer Vereinbarung wollten sie sich die Macht teilen. Beide gewannen die Wahl mit deutlicher Mehrheit. Wie zuvor vereinbart wurde Bagapsch Präsident und Chadschimba Vizepräsident.
Am 28. Mai 2009 erklärte Chadschimba seinen Rücktritt als Vizepräsident und übte Kritik an der amtierenden Regierung unter Präsident Bagapsch. Beobachter vermuteten hinter dieser Distanzierung von Bagapsch ein taktisches Manöver zur Verbesserung seiner Chancen bei den anstehenden Präsidentschaftswahlen im Dezember 2009, bei denen er jedoch klar dem Amtsinhaber unterlag.
Chadschimba trat auch bei der Präsidentschaftswahl in Abchasien 2011 an, unterlag dort wieder deutlich Alexander Ankwab, bevor er dann in der Präsidentschaftswahl in Abchasien 2014 zum Präsidenten gewählt wurde und 2019 wiedergewählt, jedoch wurde die Wahl von der Kassationsbehörde des Obersten Gerichtshofs im Januar 2020 annulliert. Am 13. Januar 2020 unterzeichnete Chadschimba ein Rücktrittsschreiben, die Wahlkommission setzte Neuwahlen für den 22. März 2020 fest. Chadschimba erklärte, nicht zur Wahl anzutreten.